# Bravo Tours
Bravo Tours er et dansk rejsebureau med hovedkontor i Herning. Selskabet blev stiftet i 1998 af adm. direktør Peder Hornshøj og Henrik Søndergaard. De første gæster blev sendt på charterferie i starten af 1999 til Alanya, Mallorca, Golden Sands og Thailand. Heriblandt også golfgæster. Det første år havde selskabet ca. 12.000 gæster.
I 2002 udvider selskabet med safari-rejser til Afrika, og i 2006 bliver rundrejser også en del af programmet. Begge dele er stadig en del af Bravo Tours produktportefølje.
I 2007 havde bureauet ca. 135.000 gæster, hvilket placerer det blandt de største danske rejsebureauer. Den positive udvikling medførte, at Dagbladet Børsen i 2006 tildelte Bravo Tours Gazelle-prisen  som virksomheden med den største vækst i Ringkjøbing Amt. Siden er Bravo Tours yderligere vokset og i 2016 havde selskabet ca. 170.000 rejsende. Det gør Bravo Tours til Danmarks 3. største rejsebureau.
I 2019 fejrer Bravo Tours, der i dag er Danmarks 3. største rejsebureau, 20-års jubilæum med et væld af jubilæumsrejser til bl.a. Thailand, Afrika og flere charterdestinationer. Derudover tilføjes Zanzibar og storbyferier til programmet.
I 2020 rammer COVID-19 hele verden og rejsebranchen, og Bravo Tours får nyt ejerskab, hvor bl.a. selskabets stifter og adm. direktør, Peder Hornshøj og selskabets kommercielle direktør, Gitte Søndergaard, træder ind i ejerkredsen. Bravo Tours er igen på danske hænder, og fortsætter økonomisk stærkt med fokus på tårnhøj ferieglæde blandt gæsterne. Hele forløbet under pandemien blev fulgt af DR Dokumentar, som resulterede i en dokumentar, der hedder "Rejsekongens Fald".
I dag arrangerer Bravo Tours rejser til hele verden. Det gælder både charterrejser til bl.a. Spanien, Grækenland, Tyrkiet, Bulgarien, Portugal, Egypten og Thailand. Derudover laver de også rundrejser primært i Asien og safarier i Afrika. Hertil kommer golfrejser, samt andre interesse ferier bl.a. cykling, løb og petanque.
I oktober 2022 opkøber Bravo Tours firmaet, Top Tours, som er specialiseret i individuelle rejser særligt i Asien og det Indiske Ocean. 
Bravo Tours har siden oprettelsen haft dansktalende rejseledere på alle rejsemål.
I august 2023 udmeldte Primo Tours at de havde valgt at fusionere med Bravo Tours. og d. 27 September 2023 godkendte Konkurrence- og Forbrugerstyrelsen fusionen.